# SN 2005hx
SN 2005hx – supernowa typu Ia odkryta 11 października 2005 roku w galaktyce A001300+0014. W momencie odkrycia miała maksymalną jasność 20,60m.